# Kandu
Kandu (gr. Καντού) – wieś w Republice Cypryjskiej, w dystrykcie Limassol. W 2011 roku liczyła 349 mieszkańców.